# Лотуко
Лотуко, иногда латуко (самоназвание — отуксо) — народ, живущий в Южном Судане, в районе города Джуба и между реками Белый Нил и Пибор. Ранее фиксировались также в Уганде.

## Общие сведения
Численность вместе с родственными народами — логири, донготоно, лоруама, локойя и другими — около 200 тыс. человек (оценка 1967 года). Язык относится к нилотским языкам, как и другие местные наречия, формально имеет в Южном Судане статус официального. У лотуко сохраняются традиционные религиозные верования (культ сил природы и культ предков), они практикуют обряды инициации, верят в магию и колдовство. Основное занятие — скотоводство (разводят зебу), развиты также мотыжное земледелие, охота и рыболовство. Мужчины носят набедренные повязки, женщины — юбки и платья. Украшают себя браслетами из меди и железа. Мясо едят редко, основная часть диеты растительная.

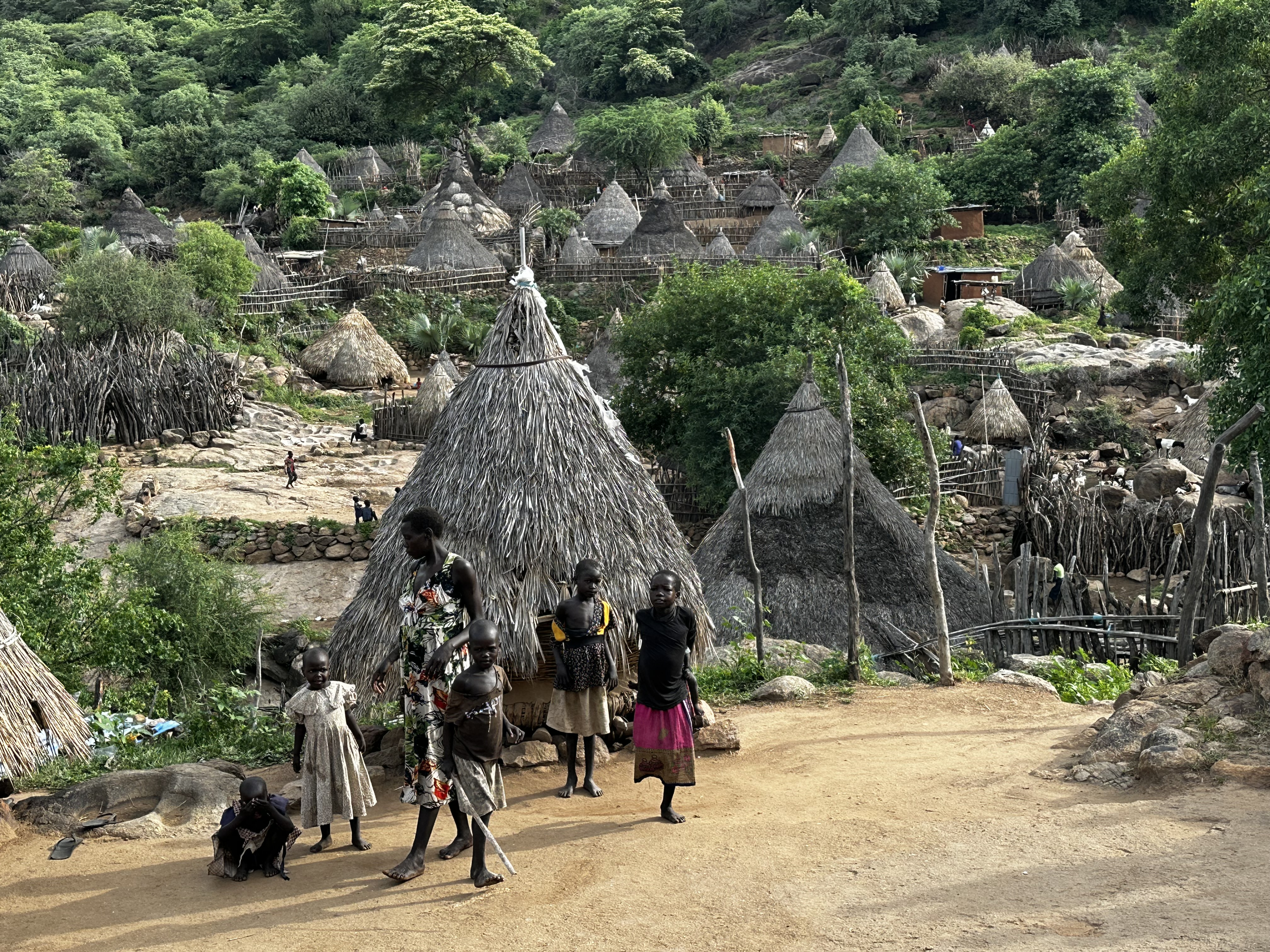
Деревня Оминг, одно из поселений народа лотуко
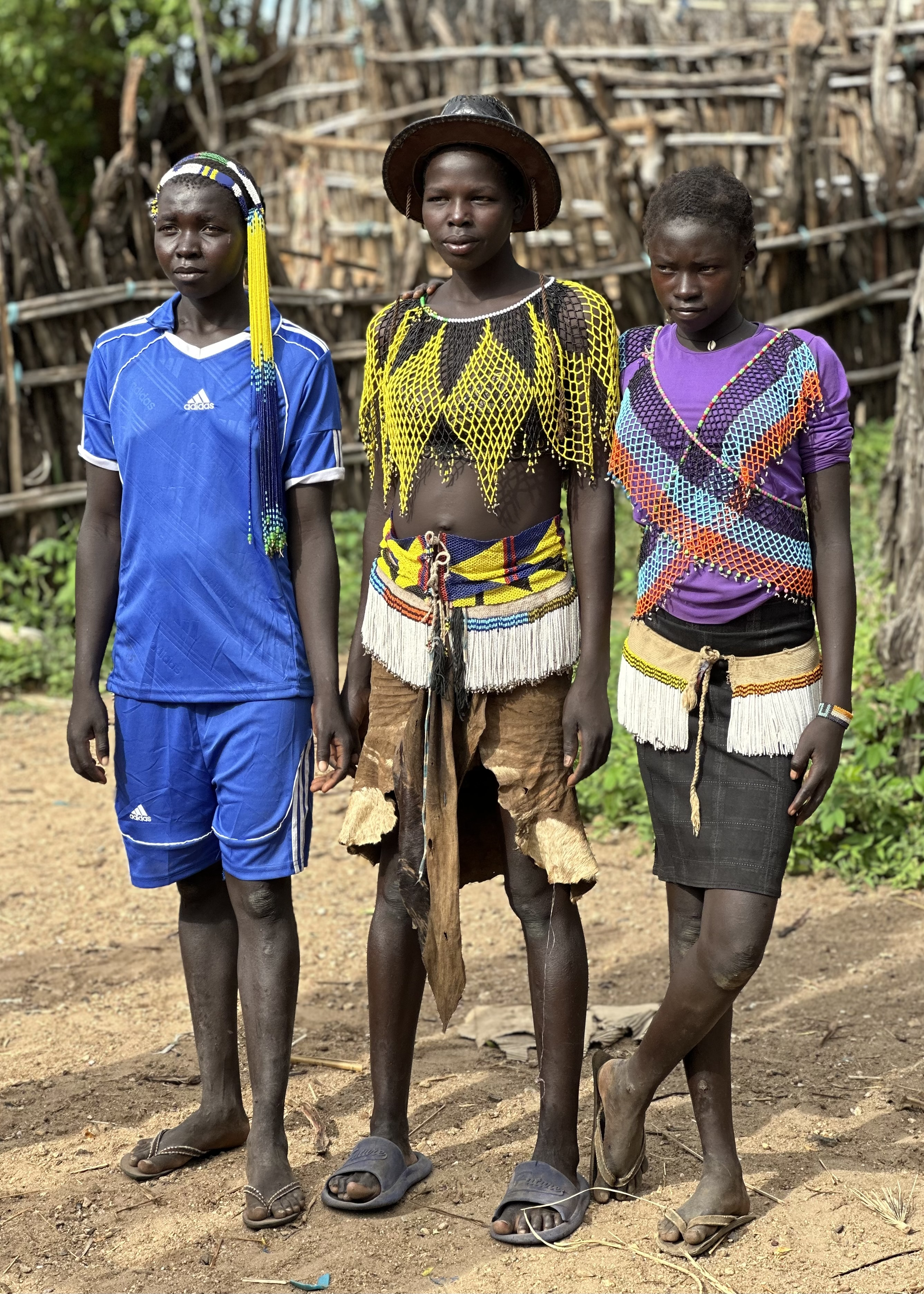
Три девушки
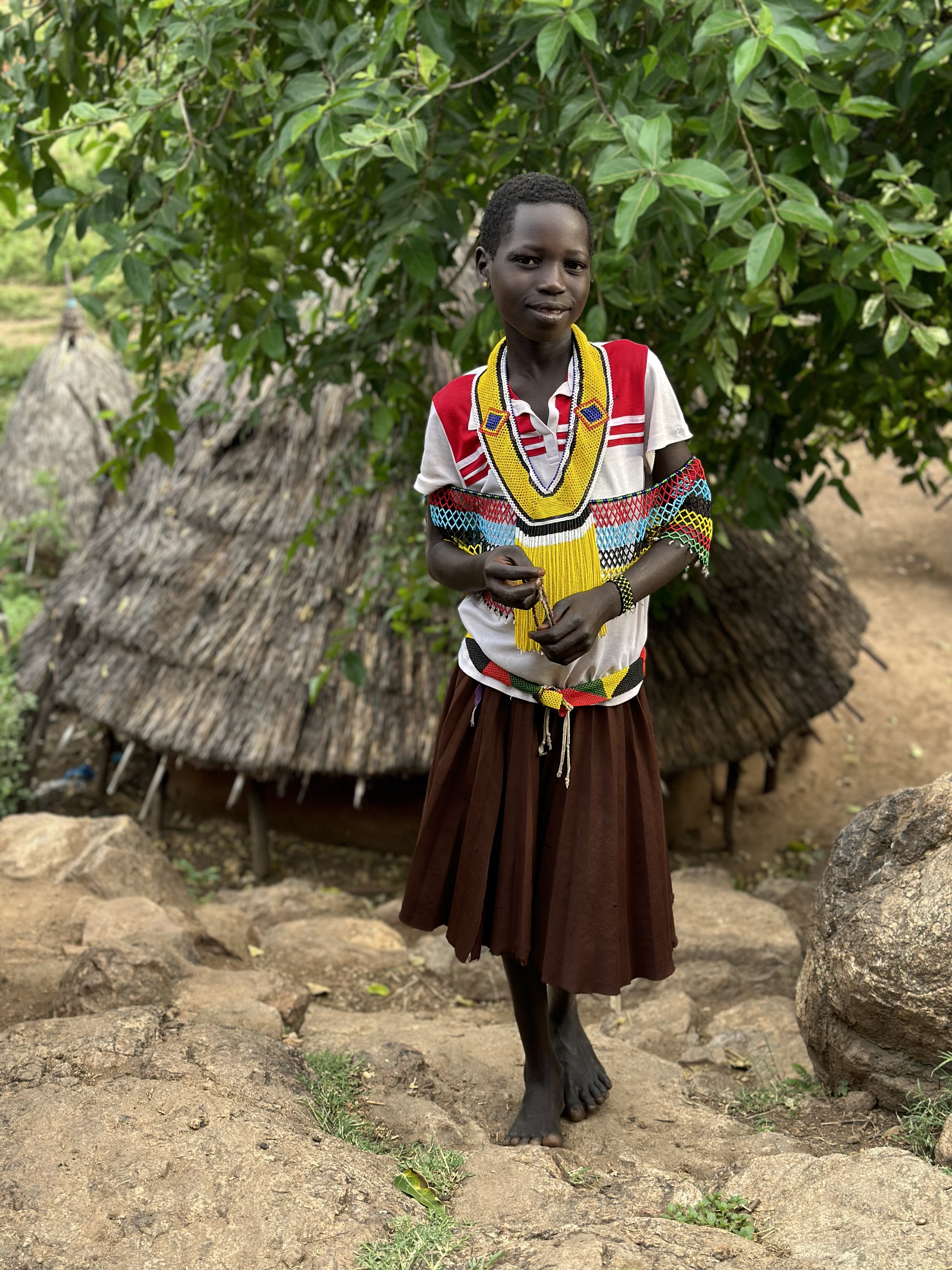
Девушка из народа лотуко в праздничной одежде
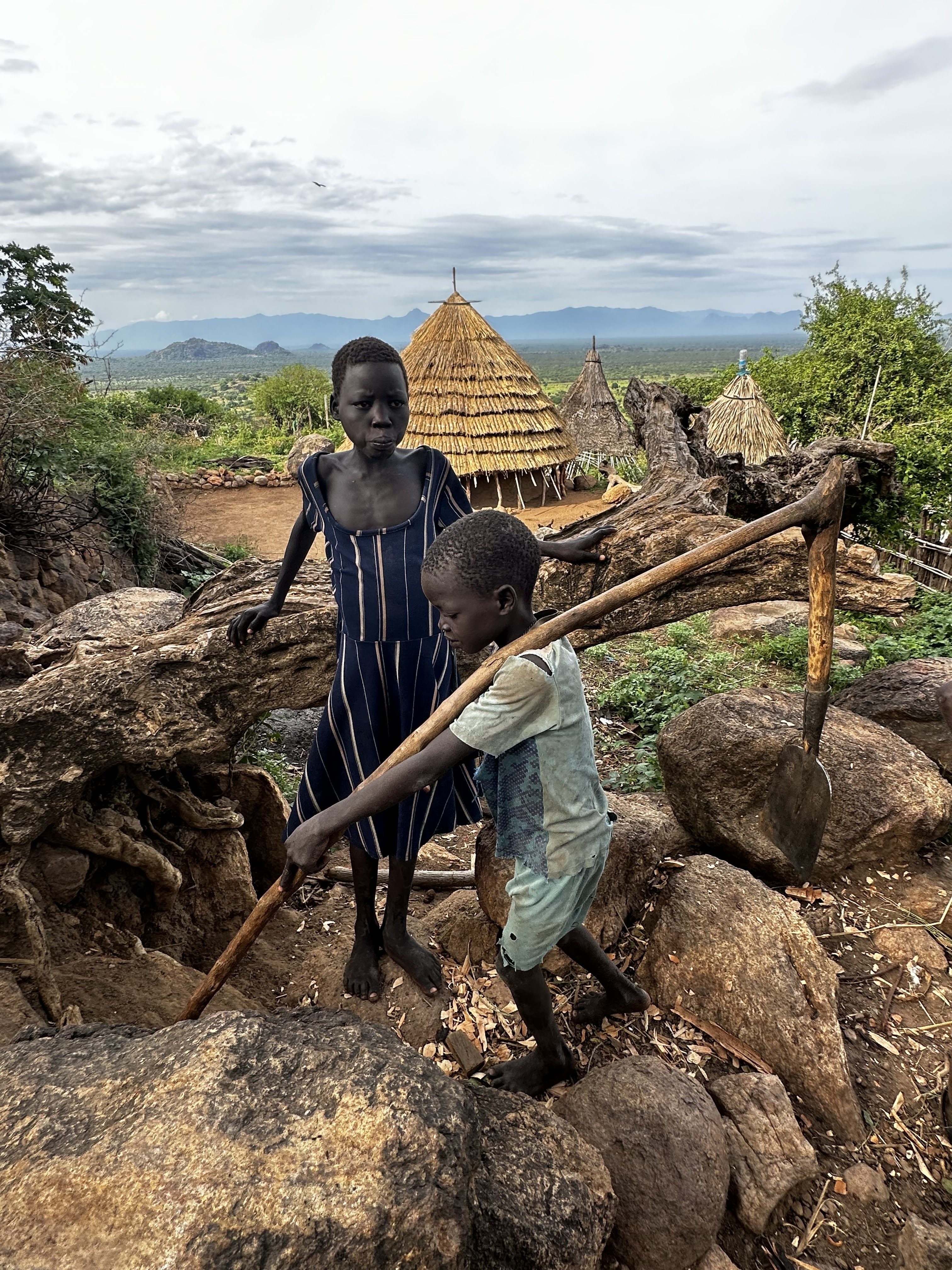
Мальчик с мотыгой

## Борьба
У лотуко есть собственный вид борьбы, который называется ариама или акиама. Борьба является как ритуальной, так и практической, борются и мужчины, и девушки. Используется для испытаний и обрядов инициации, для подготовки к которым члены племени тренируются в борьбе заранее.